# Changing of the Seasons (single)
Changing of the Seasons is een nummer van de Noord-Ierse indierockband Two Door Cinema Club uit 2013. Het is de enige single van hun gelijknamige tweede EP.
"Changing of the Seasons" werd geproduceerd door de op dat moment 19-jarige Franse producer Madeon. Het nummer, dat gaat over een stukgelopen relatie, werd een klein hitje op de Britse eilanden en in Nederland. In het Verenigd Koninkrijk bereikte het een bescheiden 33e positie. Iets minder succesvol was het in Nederland met een 9e positie in de Tipparade. In Vlaanderen kwam het nummer tot een 59e positie in de Tipparade. Desondanks was "Changing of the Seasons" internationaal wel het meest succesvolle nummer van Two Door Cinema Club tot nu toe.